# Lady Andrade
Lady Patricia Andrade Rodríguez (* 10. Januar 1992 in Bogotá) ist eine kolumbianische Fußballnationalspielerin.

## Karriere

### Verein
Andrade spielte zehn Jahre in ihrer Heimat für die Vereine CD Inter de Bogotá und CD Formas Íntimas. 2013 wechselte sie nach Europa und spielte zunächst für den spanischen Verein Sporting Huelva, danach für den finnischen Erstligisten und Champions-League-Teilnehmer PK-35 Vantaa, mit dem sie 2013 den finnischen Pokalwettbewerb sowie die Vizemeisterschaft in der Naisten Liiga gewann und ein Jahr später den Titel holte. 2015 kehrte Andrade für kurze Zeit nach Kolumbien zum Generaciones Palmiranas zurück. Nach der Weltmeisterschaft 2015 wechselte sie zum NWSL-Teilnehmer Western New York Flash, der sie nach wenigen Spieltagen der Saison 2016 wieder aus dem Vertrag entließ.

### Nationalmannschaft
Andrade nahm mit den U-17- und U-20-Nationalmannschaften Kolumbiens an diversen Juniorinnenturnieren teil und rückte im Jahr 2010 in die kolumbianische A-Nationalmannschaft auf. Mit dieser nahm sie an den Fußballweltmeisterschaften 2011 und 2015 sowie an den Olympischen Sommerspielen 2012 teil. Während letztgenanntem Turnier wurde Andrade nach einer Tätlichkeit gegen ihre Gegenspielerin Abby Wambach nachträglich von der FIFA für zwei Spiele gesperrt. Hatte sie bei der WM 2011 noch keine große Rolle im kolumbianischen Team gespielt und war lediglich im ersten Gruppenspiel gegen Schweden zum Einsatz gekommen, war sie bei der darauf folgenden Weltmeisterschaft Stammspielerin. Nach dem überraschenden 2:0-Vorrundensieg über WM-Mitfavorit Frankreich, bei dem sie den Führungstreffer zum 1:0 erzielt hatte, wurde Andrade als Spielerin des Spiels ausgezeichnet.
Am 4. Juli 2023 wurde sie für den finalen Kader bei der Weltmeisterschaft 2023 nominiert, kam jedoch nicht zum Einsatz und schied mit der Mannschaft im Viertelfinale gegen die Engländerinnen aus.

## Erfolge
- 2013: Finnischer Pokalsieg (PK-35 Vantaa)
- 2013: Finnische Vizemeisterschaft (PK-35 Vantaa)